# 榎本文克
榎本 文克（えのもと ふみかつ、1947年12月6日 - ）は 元福島テレビアナウンサー。
通称：エノヤン

## 経歴
大分県出身、亜細亜大学卒業。1973年入社
報道部、秘書部長、仙台支社長、大阪支社長、営業業務局次長・ハウジング部長、営業業務局専任局長・ハウジング部長（2006年7月1日より）を経て、2007年12月末で定年退職。

## 出演

### 福島テレビアナウンサー時代
- サタデーふくしま（後のサタふく） - 「エノやんのとびある記」担当
- FTVテレポート - 金曜・土曜メインキャスター（1987年4月 - 1996年）
- 弦哲也のFTVカラオケグランプリ
- スポーツ実況（競馬、バレーボール、駅伝など）
- ほんとうの空に一番機（福島空港開港報道特別番組、1993年3月20日） - 司会